# Túbkál
A Túbkál vagy Dzsbel Tubkal (arabul توبقال; nyugati átírásokban Toubkal) hegycsúcs Marokkó délnyugati részén, a Toubkal Nemzeti Park névadója. 4167 méteres magasságával az Atlasz és egész Észak-Afrika legmagasabb csúcsa. Mivel mindössze 63 km-re délre van Marrákestől és megmászásához nincs szükség különösebb technikai tudásra, a sportélményre vágyó turisták kedvelt célpontja.

## Geológiája
A hegy andezitből és riolitból épül fel. Gleccserei ma már nincsenek, de a jégkorszak idején itt volt található az Atlasz leghosszabb, 5 km-es gleccsere. Környékén több helyen előfordulnak a jellegzetes U alakú, jégár vájta völgyek.

## Megmászása
Az első európaiak akik megmászták a hegyet, a francia René de Segonzac, Vincent Berger és Hubert Dolbeau volt 1923. június 12-én.
A hegy mai mászói általában az 1740 méteren fekvő Imlil berber faluból indulnak ki, amely ma már jórészt a turisták kiszolgálásából él, található szállás és igény szerint lehet vezetőt vagy akár teherhordó öszvért fogadni. A legközelebbi pihenőhely a Neltner-menedékház (és a mellette levő Refuge de Toubkal) 3200 méteren, amelyet Imlilből hét óra alatt lehet elérni. A csúcs innen még 3-5 órányira van.
A Toubkal nyár elejétől szeptember végéig általában hómentes, a téli hónapokban viszont 2500-3200 m-es magasságban sípályákat is megnyitnak; hó 1400 méteres magasság alatt már nem fordul elő.
A mászóknak figyelemmel kell lenniük a hőmérséklet-különbségre: míg Marrákesben nyáron könnyen 40 °C fölé emelkedhet a hőség, ugyanakkor a menedékházaknál éjszaka nincs 15 °C-nál melegebb.

## Képek

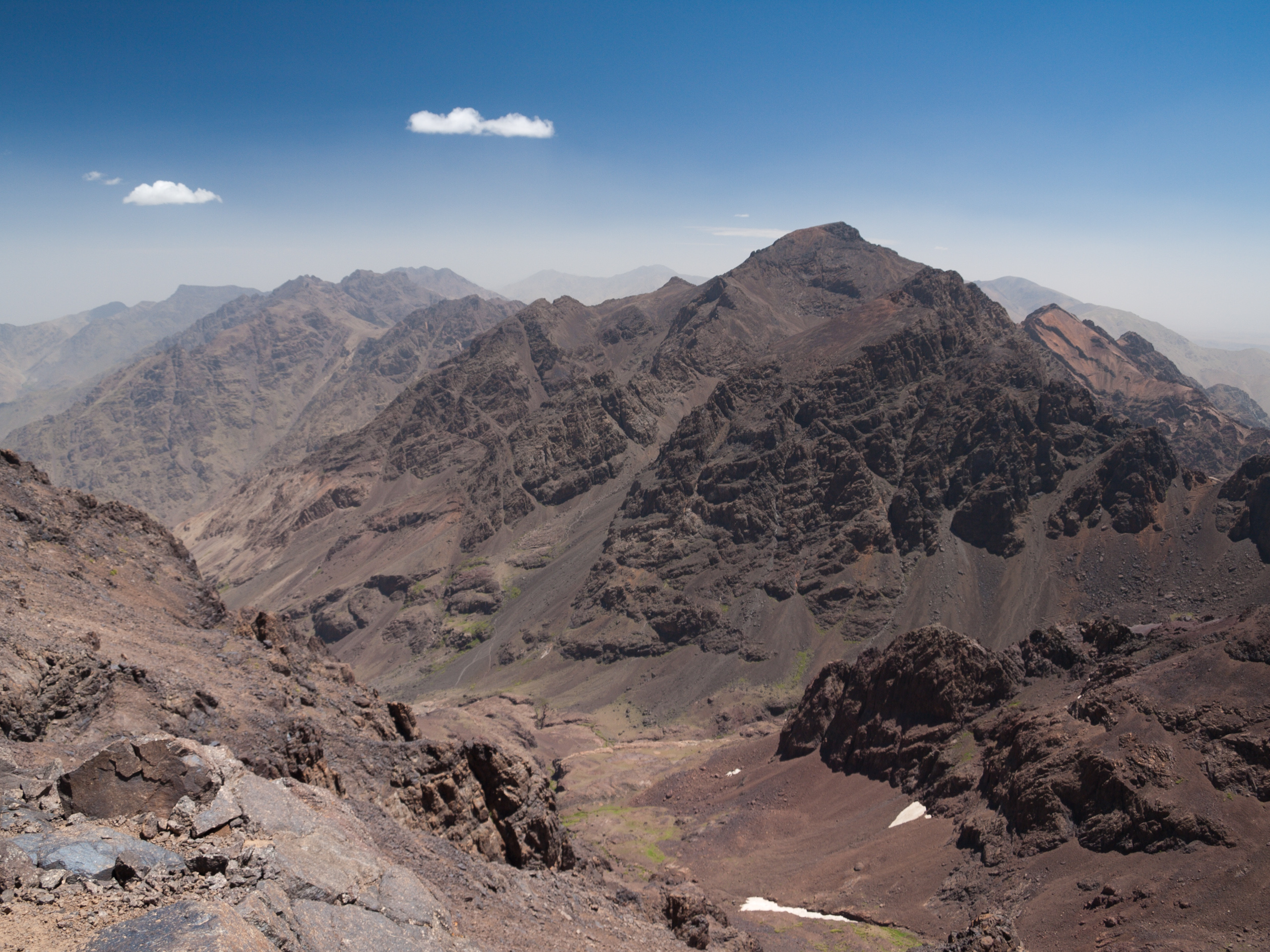
A Toubkal
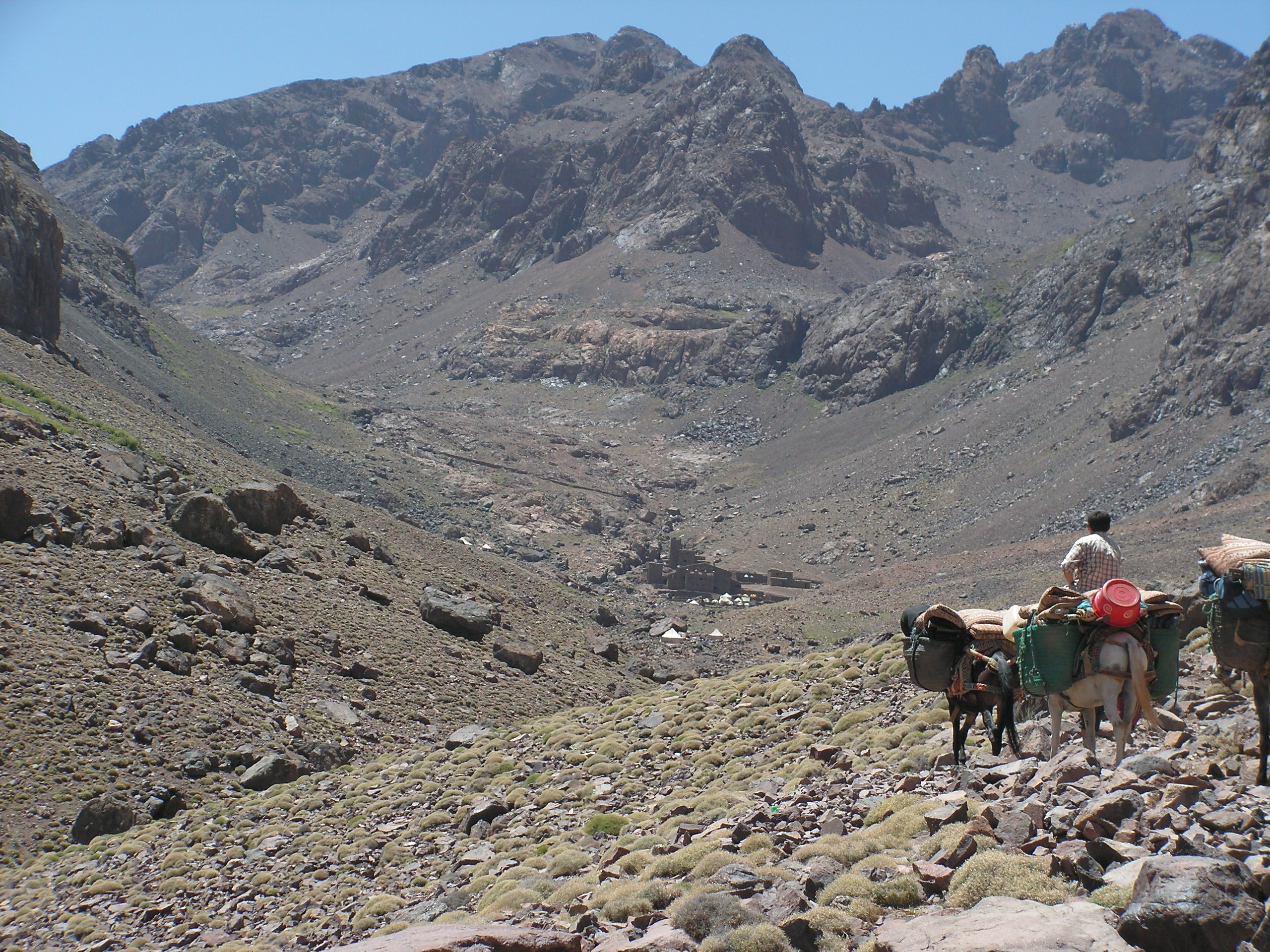
Teherhordó öszvérek
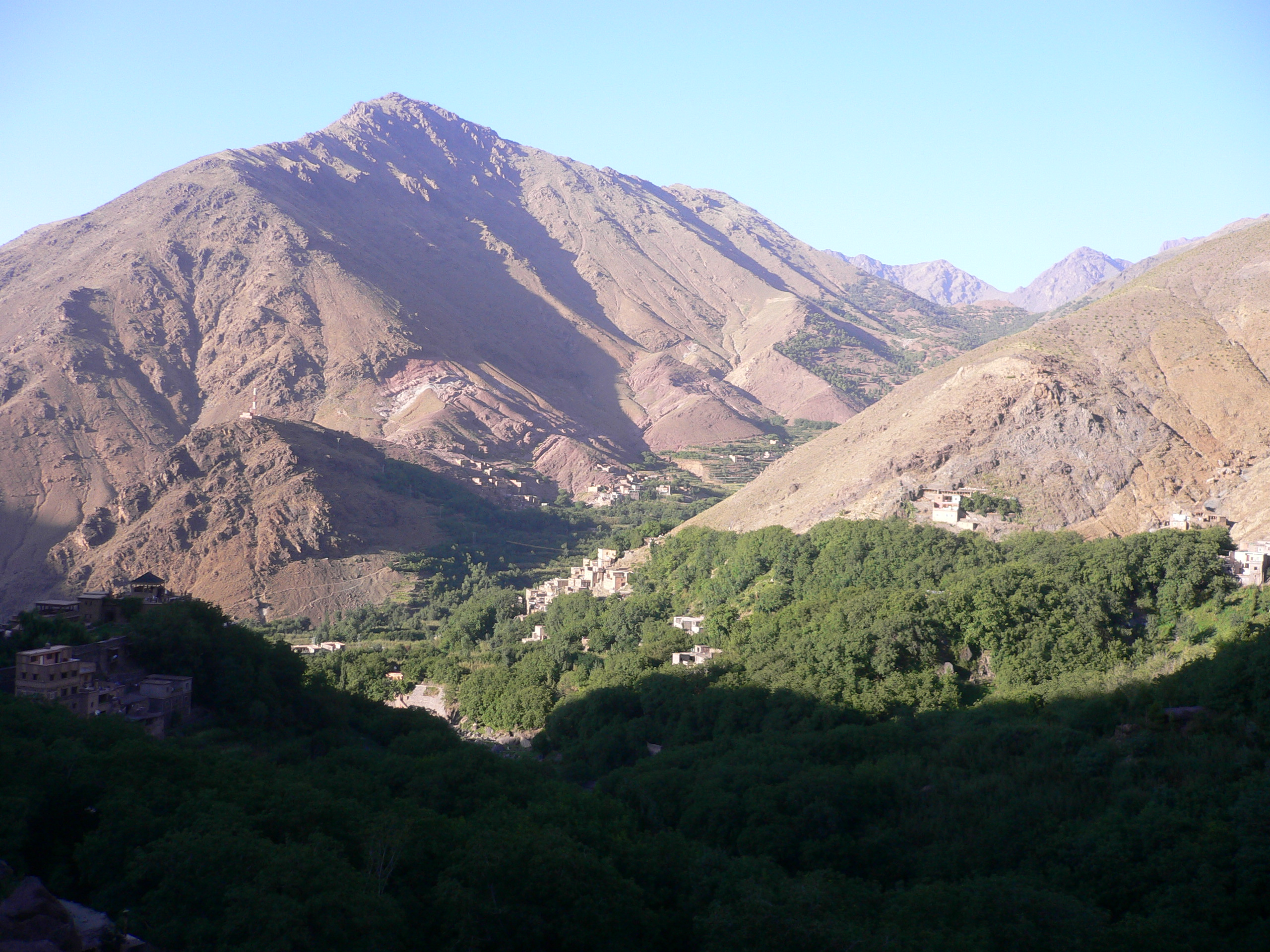
Imlil falu
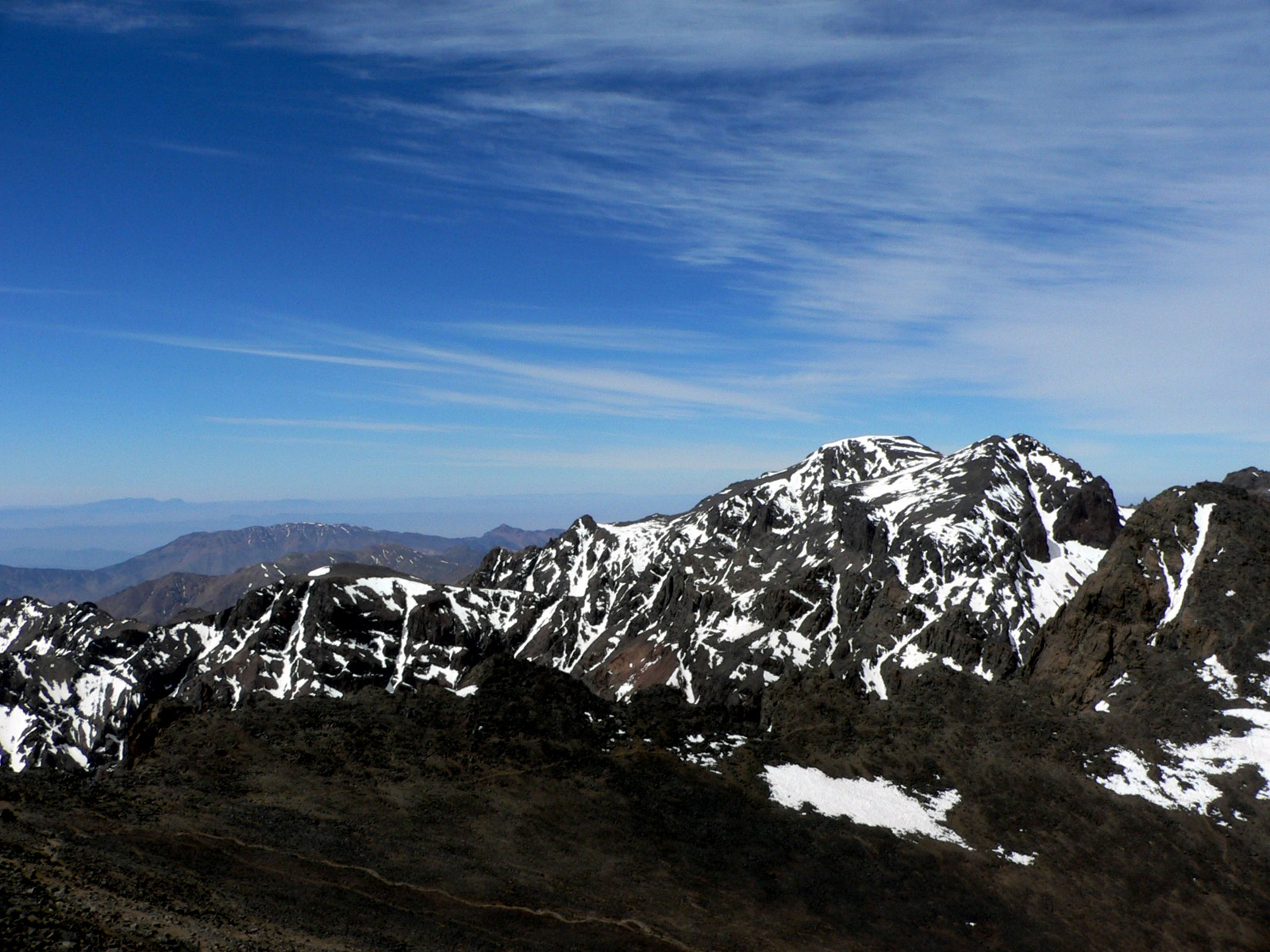
Látkép a Toubkalról
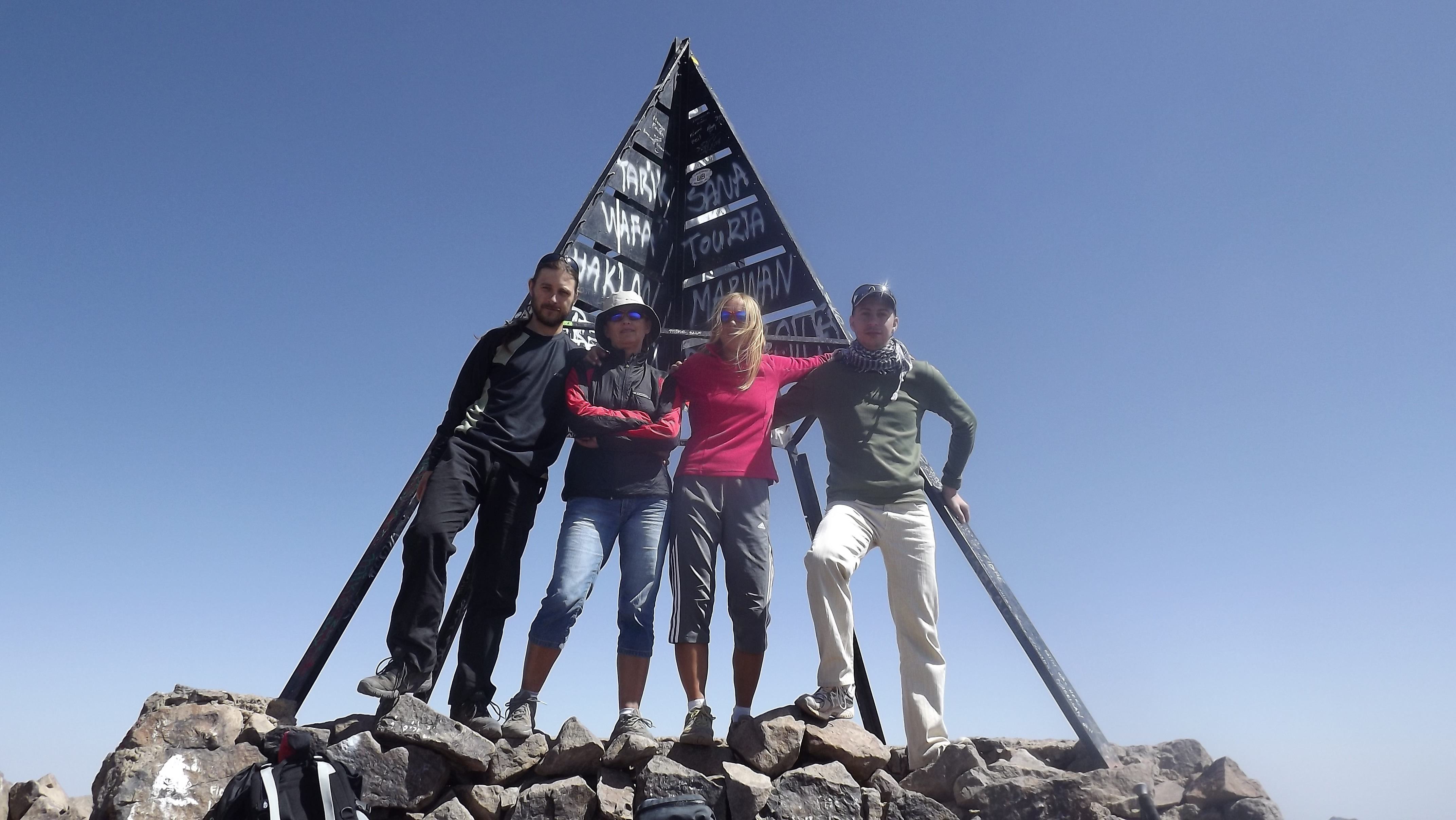
Turisták a hegycsúcson

## Külső hivatkozások
- Útvonalak a Toubkal hegyre (angolul)
- Jbel Toubkal (angolul)